# Novi Varoš
Novi Varoš is een plaats in de gemeente Stara Gradiška in de Kroatische provincie Brod-Posavina. De plaats telt 187 inwoners (2001).